# Microcolona
Microcolona är ett släkte av fjärilar. Microcolona ingår i familjen Agonoxenidae.

## Dottertaxa tillMicrocolona, i alfabetisk ordning[1]
- Microcolona arizela
- Microcolona autotypa
- Microcolona celaenospila
- Microcolona characta
- Microcolona citroplecta
- Microcolona cricota
- Microcolona crypsicasis
- Microcolona dorochares
- Microcolona embolopis
- Microcolona emporica
- Microcolona epixutha
- Microcolona eriptila
- Microcolona leptopis
- Microcolona leucochtha
- Microcolona leucosticta
- Microcolona limodes
- Microcolona nodata
- Microcolona omphalias
- Microcolona pantominia
- Microcolona phalarota
- Microcolona polygethes
- Microcolona ponophora
- Microcolona porota
- Microcolona pycnitis
- Microcolona sollenis
- Microcolona spaniospila
- Microcolona technographa
- Microcolona thymopis
- Microcolona transennata
- Microcolona trigonospila
- Microcolona tumulifera